# Magnetic Springs (Ohio)
Magnetic Springs es una villa ubicada en el condado de Union en el estado estadounidense de Ohio. En el Censo de 2010 tenía una población de 268 habitantes y una densidad poblacional de 438,45 personas por km².

## Geografía
Magnetic Springs se encuentra ubicada en las coordenadas 40°21′11″N 83°15′47″O / 40.35306, -83.26306. Según la Oficina del Censo de los Estados Unidos, Magnetic Springs tiene una superficie total de 0.61 km², de la cual 0.6 km² corresponden a tierra firme y (2.12%) 0.01 km² es agua.

## Demografía
Según el censo de 2010, había 268 personas residiendo en Magnetic Springs. La densidad de población era de 438,45 hab./km². De los 268 habitantes, Magnetic Springs estaba compuesto por el 97.39% blancos, el 0.37% eran afroamericanos, el 0.75% eran amerindios, el 0% eran asiáticos, el 0% eran isleños del Pacífico, el 0% eran de otras razas y el 1.49% pertenecían a dos o más razas. Del total de la población el 0% eran hispanos o latinos de cualquier raza.